# 若昂杜拉杜
若昂杜拉杜是巴西巴伊亚州的一个市镇。总面积984.019平方公里，总人口18361人，人口密度18.7人/平方公里。